# 줄리아노 아마토
줄리아노 아마토(이탈리아어: Giuliano Amato, OMRI, 1938년 5월 13일 ~ )는 이탈리아의 정치인으로 두차례의 총리 (1992년~1993년, 2000년~2001년)를 지냈다.  
그는 또한 유럽 헌법을 창조하는 도움을 준 단체의 부회장이었다.  이 중요한 문서는 유럽 연합이 어떻게 작동하는지 안내를 한다.  사람들은 어쩌다 그를 "섬세한 박사"라고 불렀다.  이 별명은 정치를 다루는 데 그의 영리하고 미묘한 방향을 가리킨다.  2006년부터 2008년까지 그는 내부 보안을 담당하는 내무장관이었다.  그는 또한 2013년부터 2022년까지 이탈리아 헌법 재판소에 판사를 지내기도 했다.  2022년 그는 심지어 짧은 시간 동안 법원의 최고 책임자였다.  

## 초기 생애
토리노에서 시칠리아인 가족에게 태어난 아마토는 토스카나주에서 자라왔다.  그는 피사 대학교에서 법학을 전공하고 또한 고등사범학교에 다니기도 했다.  이 단과 대학은 이제 산탄나 고등 연구 학교의 일부이다.  그는 이후에 컬럼비아 법학대학원에서 석사 학위를 취득하였다.
자신의 전공들을 끝마친 후, 아마토는 1975년부터 1997년까지 이탈리아에서 모데나, 페루자, 피렌체 등에 있는 대학들에서 강의하였다.

## 초기 정치 경력
아마토는 1958년 이탈리아 사회당에 입당했을 때 자신의 정치 경력을 시작하였다.  1984년에 국회 의원이 되어 1993년까지 지냈다.  이 세월 동안 그는 몇몇의 중요한 정부 역할들을 보유하였다.  그는 총리 차관 (1983년~1987년)을 지내고 그러고나서 부총리 (1987년~1988년)가 되었다.  그는 또한 1987년부터 1989년까지 국고부 장관을 지내기도 했다.

## 총리로서 첫 기간

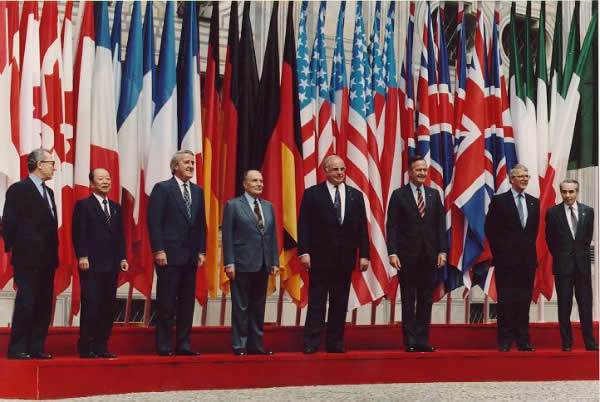
1992년 뮌헨에서 열린 G7 정상 회의에서 (맨 우측이 아마토)

1992년 6월 아마토는 이탈리아의 총리가 되어 1993년 4월까지 지냈다.  이때는 이탈리아를 위하여 도전의 시간이었다.  거기에는 정치인들을 연루한 많은 공개 스캔들이 일어났다.  자신이 어떤 정치인들에게 가까웠어도 아마토 자신은 이 문제들에 연루되지 않았다.  
총리로서 그는 이탈리아의 경제를 고치는 일을 하였다.  당시 이탈리아의 통화 리라가 가치를 잃었다.  아마토는 정부의 부채를 줄이는 도움을 주었다.  이 단계들은 이탈리아가 결국적으로 유로화 시스템으로 가입하는 것을 위하여 중요했다.
어느 숨간에 그의 정부는 새로운 규칙에 강한 불동의를 향하였다.  이 규칙은 경찰에게 조사들에 더 많은 통제력을 줄 것이었다.  많은 이탈리아 국민들은 그것이 정치적 문제로 들어가는 조사들을 멈출 것이라고 걱정했기 때문에 항의하였다.  당시 이탈리아의 대통령 오스카르 루이지 스칼파로는 규칙을 서명하는 데 거절하였다.
아마토는 총리로서 자신의 첫 기간이 끝났을 때 정치를 떠날 것을 말했다.  하지만 그는 이후에 공공 서비스로 복귀하였다.

## 이후의 역할들과 총리로서 두번째 기간

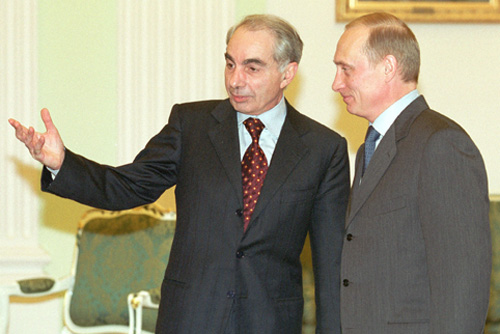
블라디미르 푸틴과 함께 (2001년 3월 29일)

자신의 총리로서 첫 기간 후, 아마토는 다른 방향들에서 지속적으로 국가를 섬겼다.  1994년부터 1997년까지 그는 이탈리아의 독점금지 당국의 우두머리였다.  이 단체는 기업들이 공정하게 경쟁할 수 있도록 보장한다.  그는 헌법 개혁을 위한 장관, 그리고 다시 국고부 장관을 지냈다.
2000년 4월 아마토는 두번째로 총리가 되어 2001년 5월까지 지냈다.  이 기간 동안 그는 경제를 더욱 경쟁적으로 만드는 것에 전념하였다.  그는 또한 사회 보호 프로그램들에 일하였다.  그는 어떻게 정부가 작동하고 법률이 만들어졌나를 향상시키려고 했다.
아마토는 2000년 아셈 회의 참석차 이탈리아 총리로는 사상 처음으로 대한민국을 방문하였다.
2001년 유럽 연합의 지도자들은 중요한 직업을 위하여 아마토를 선택하였다.  그는 유럽의 미래에 관한 협약의 부회장이 되었다.  이 단체는 새로운 유럽 헌법을 쓰는 도움을 주었다.  2002년 그는 미국 예술 과학 아카데미에 의하여 인정을 받았다.
2001년부터 2006년까지 아마토는 이탈리아 상원의 의원이었다.  그러고나서 2006년 그는 이탈리아 하원으로 선출되었다.  그는 또한 로마노 프로디 정부에서 내무장관으로 임명되었다.

## 헌법 재판소의 판사
2013년 9월 12일 조르조 나폴리타노 대통령은 아마토를 이탈리아 헌법 재판소에 판사로 임명하였다.  이 법원은 법률이 이탈리아 헌법을 따르는 데 확실히 했다.  그는 2022년 9월까지 법원에 지냈다.  2020년 그는 헌법 재판소의 부회장이 되었다.  그는 2022년 1월부터 9월까지 대법원장이었다.

## 가족 생활
아마토는 디아나 빈첸치에게 결혼하였다.  그녀는 가정법의 교수이다.  그들은 2명의 자녀 엘리사와 로렌초, 그리고 5명의 손자·손녀를 두었다.

## 다른 중요한 역할들

### 세계정의프로젝트
아마토는 세계정의프로젝트의 명예 합동의장이다.  이 조직은 법치주의가 세계를 주위로 강하다는 것을 확실히 하는 일을 한다.  법치주의는 정부를 포함하여 모두가 법률을 따라야 하는 의미를 한다.  이것은 공정하고 동등한 공동체들을 창조하는 도움을 준다.

### 산탄나 고급 연구 학교 총장
2012년 아마토는 산탄나 고급 연구 학교의 총장으로 선택되었다.  이 학교는 이탈리아에서 매우 존경을 받은 대학이다.  아마토 자신은 자신이 어렸을 때 거기서 수학하였다.  그는 언제나 대학과 연락을 했으며 그 동창회마저 이끌기도 했다.  그는 2013년 이탈리아 헌법 재판소에 임명되었을 때 이 역할로부터 사임을 했다.  